# إيبرهارد كولب
إيبرهارد كولب (بالألمانية: Eberhard Kolb)‏ هو مؤرخ العصر الحديث ‏ ومؤرخ ألماني، ولد في 8 أغسطس 1933 في شتوتغارت في ألمانيا.